# Ignazio Florio
Ignazio Florio est un homme d'affaires et homme politique italien, né à Palerme le 16 décembre 1838, mort à Palerme le 17 mai 1891.
Membre de la famille Florio, fils de Vincenzo, il hérite et développe la compagnie maritime, les thonnaires siciliennes et la production viticole. Il est sénateur du royaume d'Italie de 1883 à sa mort.

## Biographie

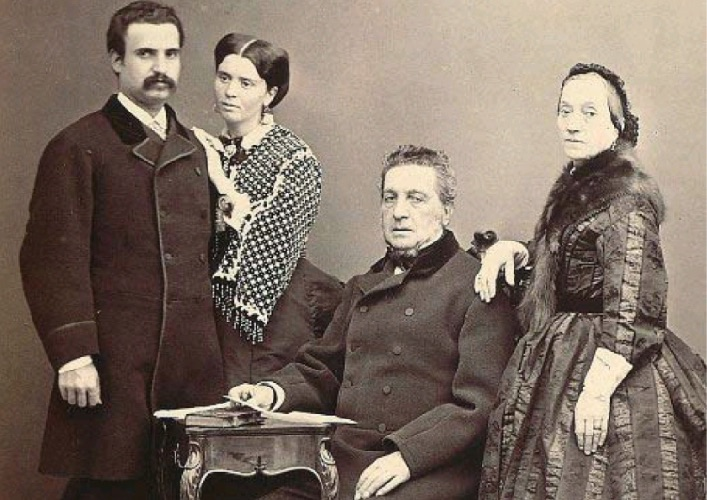
Ignazio Florio et sa femme, Giovanna D’Ondes Trigona, aux côtés de son père, Vincenzo Florio, et sa mère, Giulia Portalupi.

Ignazio Florio est le fils de Giulia Portalupi et de l'entrepreneur Vincenzo Florio, deuxième génération de commerçants originaires de Calabre, enrichis dans l'importation d'épices à Palerme.
À la mort de son père, Vincenzo Florio, en 1868. Ignazio Florio hérite de l'empire familial aux multiples activités, très dépendantes de l'État (construction navale subventionnée, compagnie maritime en quasi-monopole) et politiquement influent, par sa proximité avec Francesco Crispi, avocat de l'entreprise, du fait de l'intérêt du gouvernement pour que sa flotte existe, et à cause de l'ascendant qu'il a sur plusieurs parlementaires.
Deux ans auparavant, il a épousé une membre de l'aristocratie sicilienne, Giovanna D'Ondes Trigona, fille du comte de Gallitano, concrétisant l'ascension sociale des Florio.
Il poursuit le développement des activités de transport maritime, profitant de l'accroissement du trafic, et rachète, lors du renouvellement de la convention avec l'État en 1877, 13 navires à vapeur récents à la Società di Navigazione La Trinacria. Jusqu'en 1891, les 41 navires à vapeur de Florio assurent les liaisons entre la Sicile et le continent, vers Malte et Tunis, et entre l'Italie et le Levant, cette dernière ligne étant déjà exploitée par la Trinacria. En 1879, il décroche également des contrats avec l'Allemagne pour le Levant, et crée une ligne vers New York pour transportant les migrants siciliens. En 1881, il fusionne avec la compagnie du gênois Raffaele Rubattino, en difficulté, afin de créer la Navigazione Generale Italiana (Ngi), deuxième plus grosse compagnie de la Méditerranée après les Messageries maritimes de Marseille, possédant 83 navires à vapeur, et doté d'un siège à Rome et deux bureaux à Gênes et à Palerme. En 1887 et en 1895, à l'occasion des expéditions africaines, la flotte des Florio transporte des troupes militaires italiennes. 
Il renforce par ailleurs la fonderie et l'activité de réparation de navire, avec la cale de halage, construite en 1871. Vers 1873, il crée une nouvelle usine textile au pied du Monte Pellegrino, la Tessoria I. Florio e C., dans laquelle 180 ouvriers s'affairent sur des métiers à tisser mécaniques. Il y ouvre une école maternelle, des écoles du soir gratuites, une cantine et un four, ainsi que des logements et une caisse d'entraide, la Provvidente. Elle ferme en 1878. 
La production de Marsala augmente, à laquelle s'ajoute la production du premier cognac sicilien. Malgré une baisse des prix de vente à partir de 1874, l'extraction de soufre progresse. Il achète en 1874 les Îles Égades et ouvre en 1884 une usine de porcelaine, Ceramica Florio, à Palerme, via dei Fossi.
Ignazio Florio est nommé sénateur du royaume d'Italie en 1883. Il a également siégé au conseil municipal de Palerme.

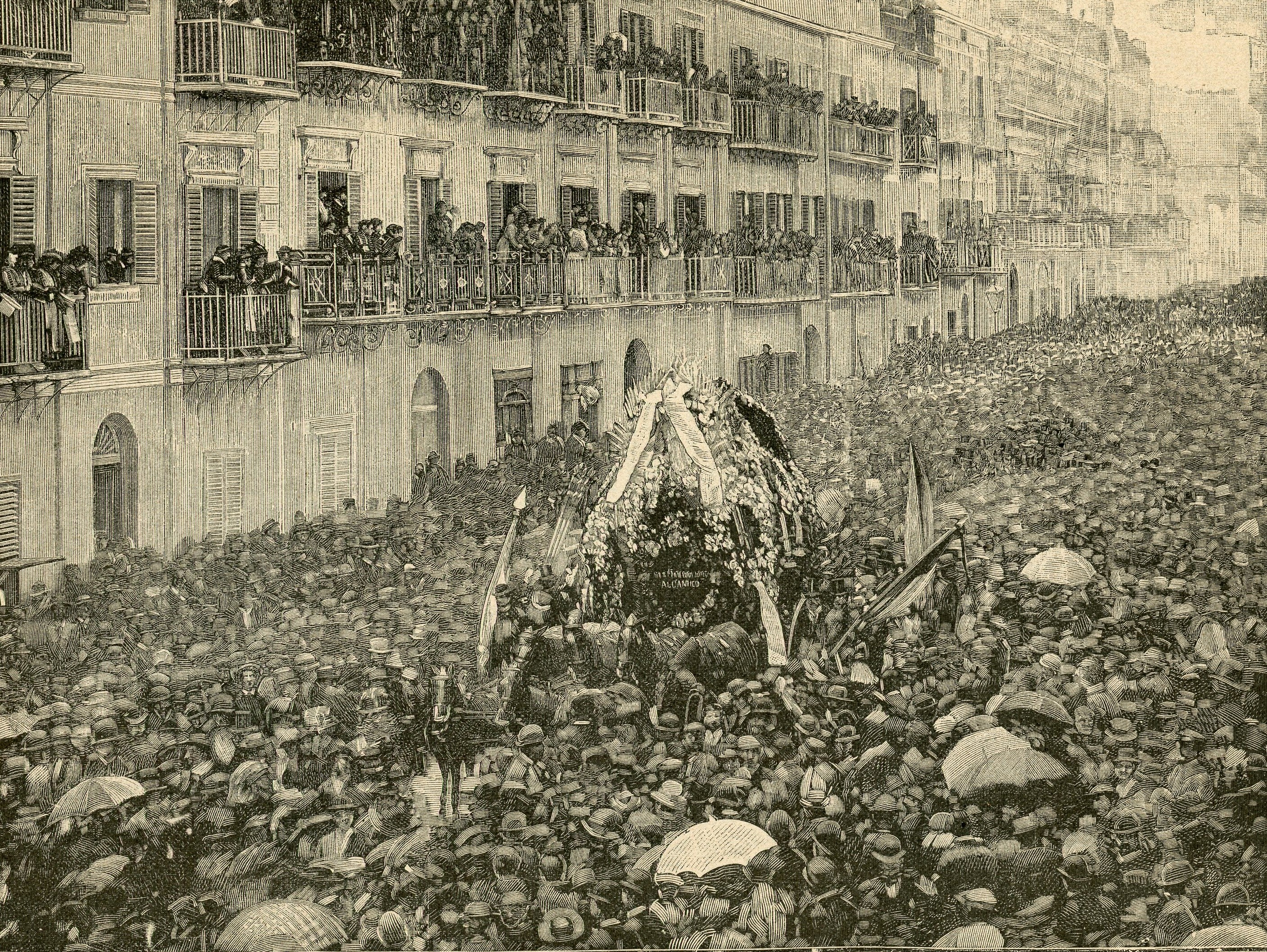
Funérailles d'Ignazio Florio dans L'Illustrazione popolare.

À sa mort en 1891, Ignazio laissa à ses deux fils un patrimoine évalué à une centaine de millions de lires (contre 12 millions lorsqu'il en a hérité), légué aux deux tiers à l'aîné, Ignazio (1868-1957), dont l'ensemble du complexe Olivuzza, et un tiers à Vincenzo (1883-1959), encore mineur, dont l'usine de Marsala, les îles Égades avec les pêcheries de thon, la mine de soufre de Bosco, les propriétés de l'Arenella et la maison de commerce I. et V. Florio. Sa fille Giulia avait déjà été dotée de 4 millions lors de son mariage avec Pietro Lanza di Trabia en 1885.